# Леонов, Лев Иванович
Лев (Лео́н) Ива́нович Лео́нов (настоящая фамилия Шарпантье́; 1813, Санкт-Петербург — около 1872) — русский оперный певец (тенор) и педагог. Сын пианиста и композитора Джона Филда и французской оперной певицы Шарпантье.

## Биография
Родился в Санкт-Петербурге в 1813 году (в некоторых источниках в 1815).
Музыке обучался у отца, был принят на Императорскую сцену. Дебютировал в 1833 году в Большом Каменном театре в роли графа Альмавивы в «Севильском цирюльнике» Россини. Выступал в театрах: Петербургский Большой театр, Александринский театр, Театр-цирк; Мариинский театр; московский Большой театр (конец 1840-х гг.), а также гастролировал с оперными труппами в российских городах.
Жена (c 1836 года) — оперная певица Мария Карловна Леонова, с которой вместе неоднократно выходил на сцену в операх и концертах.
В 1860-х гг. жил в Новочеркасске, где преподавал пение. Среди его учеников — Александра Панаева-Карцева.

## Творчество
9 декабря 1836 года стал первым исполнителем партии Собинина в «Жизни за царя» в Петербургском Большом театре, причем композитор Михаил Иванович Глинка сам готовил все роли с каждым актёром. Дирижировал премьерой Катерино Кавос.
9 декабря 1842 года там же состоялась премьера другой оперы Глинки «Руслан и Людмила», где тоже под руководством М. Глинки певец готовил партию Финна. Вот как отзывался о спектакле Ф. Кони: «Лучше всех в опере „Руслан и Людмила“ Леонов. С какой силой, влечением и глубоким чувством поет он балладу» (цитируется по: Большая биографическая энциклопедия).
Журнал «Театрал» (СПб., 1853. — С. 40—41) писал о нём:  «Актер с чувством и увлечением; он с равным успехом пел партии итальянских, немецких и французских опер и сочинения русских композиторов». (цитируется по: Большая биографическая энциклопедия).
Исполнял партии: Собинин в опере «Иван Сусанин» Глинки (первый исполнитель); Финн в опере «Руслан и Людмила» Глинки (первый исполнитель); Торопка («Аскольдова могила» Верстовского, первый исполнитель — СПб., 1842; до того исполнял Бантышев в Большом театре в Москве); Прохожий («Параша-Сибирячка»); Алексей Петрович («Ольга, дочь изгнанника»); Феб («Эсмеральда» Даргомыжского); Гульбранд («Ундина»); Дженнаро («Лукреция Борджиа»); Оливье д’Антраг («Мушкетеры королевы»); Скопетто («Сирена»); Тверской («Куликовская битва»); Фомка-дурачок («Фомка-дурачок»); Тарабар (в комической опере «Днепровская русалка» Катерино Кавоса, Фердинанда Кауэра и Степана Давыдова); Алкад («Чародей»); Неморино («Любовный напиток») и ещё очень мн.др.
Исполнитель сольных партий в ораториях «Торжество Евангелия» Юзефа Эльснера (1-й исполнитель, 27 марта 1840) и «Петр Великий» Иоганна Леопольда Фукса, в оде-симфонии «Христофор Колумб, или Открытие Нового света» Фелисьена Давида (1-й исполнитель в России, 26 марта 1848).у